# El Oued (provins)

El Oueds provins i Algeriet

El Oued (arabiska: ولاية الوادي) är en provins (wilaya) i östra Algeriet. Provinsen har 673 934 invånare (2008). El Oued är huvudort.

## Administrativ indelning
Provinsen är indelad i 12 distrikt (daïras) och 30 kommuner (baladiyahs).